# 東京学館新潟短期大学
東京学館新潟短期大学（とうきょうがっかんにいがたたんきだいがく）は、新潟県新潟市鳥屋野潟湖南地区において設置計画のあった日本の私立短期大学である。詳細は後述。

## 概要
- 新潟県新潟市[注釈 1]において設置される予定のあった日本の私立短期大学で[注 1]、その計画元は学校法人鎌形学園。
- 資料の初見では、1986年3月頃において短期大学を設置するための土地が確保されたとなっているがこの時点では、開学予定年は未定となっていた[注 2]。
- その後は、1987年頃においても設置構想はなされていた[5]。
- しかし、結局のところは実現せず、日の目をみることがなかった[注 3]。

## 設置予定学科
- 英語学科 入学定員200名[注 4]